# Gunung Sepung
Gunung Sepung är ett berg i Indonesien.   Det ligger i provinsen Aceh, i den västra delen av landet, 1 600 km nordväst om huvudstaden Jakarta. Toppen på Gunung Sepung är 907 meter över havet, eller 103 meter över den omgivande terrängen. Bredden vid basen är 1,8 km.
Terrängen runt Gunung Sepung är bergig västerut, men österut är den kuperad. Trakten runt Gunung Sepung är nära nog obefolkad, med mindre än två invånare per kvadratkilometer. I omgivningarna runt Gunung Sepung växer i huvudsak städsegrön lövskog.